# Menhir Faix du Diable
Der Menhir Faix du Diable (deutsch Teufelswette) ist ein Menhir in La Bigottière im Département Mayenne in Frankreich.
Faix du Diable heißt auch ein großer Stein auf einem Hügel 800 Meter nordöstlich von Spineux in Belgien. 
Der Menhir Faix du Diable befindet sich an der Straße D 104 zwischen Alexain  und Andouillé, etwa 2,5 km südöstlich von La Bigottière. Er ist über 4,0 m hoch, 3,0 m breit und über einen Meter dick, und es sieht aus als ob er geglättet wurde.
Der Megalith ist seit 1925 als Monument historique eingestuft.